# Уколова, Анна Викторовна
А́нна Ви́кторовна Уко́лова (род. 15 февраля 1978, Сборно-Симоновский, Сызранский район, Куйбышевская область, СССР) — российская актриса театра и кино. Лауреат телевизионной премии «ТЭФИ» (2018).

## Биография
Анна Уколова родилась 15 февраля 1978 года в посёлке Сборно-Симоновском (ныне — посёлок Сборный) Сызранского района Куйбышевской области.
В 1995 году окончила поселковую среднюю общеобразовательную школу, а затем — первый курс Самарского государственного института искусств и культуры.
В 1996 году поступила, а в 2000 году окончила с красным дипломом актёрский факультет Российской академии театрального искусства (РАТИ—ГИТИС) в Москве (мастерская Владимира Андреева).
По окончании РАТИ—ГИТИС была принята в труппу Московского государственного «Театра Луны» под руководством Сергея Борисовича Проханова, где играла в постановке «Чарли Ча» Сергея Проханова. Недолго проработав в театре, решила уйти.
В 2000 году была приглашена сниматься в телесериале «Закон» (2002) режиссёра Александра Велединского и на пробы в сериал «Каменская 2» (2002), снимаемый режиссёром Юрием Морозом. С тех пор активно снимается в кино и сериалах. Наиболее популярные сериалы с актрисой на данный момент — «Ивановы-Ивановы», «Домашний арест».
23 февраля 2023 года в российский прокат вышел триллер «Бешенство» Дмитрия Дьяченко, снятый при участии Уколовой. Главную роль в фильме исполнил Алексей Серебряков.

### Личная жизнь
Муж Сергей Пугачёв (род. 1981), коренной москвич, бизнесмен. Познакомились и начали жить вместе в 2000 году, а поженились в 2007 году. Сын Макар (род. 19 мая 2011). Двоюродный брат Макара Семён Уколов (род. 10 сентября 2011).

## Творчество

### Работа в театре
Дипломные спектакли
Во время обучения в РАТИ—ГИТИС Анна Уколова играла в спектаклях:
- «Дачники» Максима Горького —
- «Лес» Александра Островского —

Московский государственный «Театр Луны» (2000-2002)
- 2000—2002 — «Чарли Ча» (режиссёр — Сергей Проханов) —

Государственный театр наций (Москва)
- «Figaro. События одного дня» по пьесе «Безумный день, или Женитьба Фигаро» Пьера де Бомарше (режиссёр — Кирилл Серебренников) — Фаншетта
- «Киллер Джо» по одноимённой пьесе Трейси Леттса (режиссёр — Явор Гырдев) — Шарла Смит, мачеха Криса Смита
- «Женитьба» по одноимённой пьесе Н. В. Гоголя (режиссёр — Филипп Григорьян) — Агафья Тихоновна Купердягина, купеческая дочь, невеста

Независимый театральный проект (Театр «Ателье») (2002-2014)
- 2002 — «Ladies' night. Только для женщин» по пьесе Энтони Маккартена, Стефана Синклера и Жака Коллара — Гленда[8]
- 2012 — «Вы не по адресу» по пьесе Марка Камолетти — Катрин[9]
- 2014 — «История любви» по пьесе Жеральда Сиблейраса — Анна[10]

Театр «LimeLight Theatre»
- «Медведь» по одноимённой пьесе А. П. Чехова —

Центро драматургии и режиссуры под руководством Алексея Казанцева и Михаила Рощина
- «Не про говорённое» М. Покрасса —
- «Галко Моталко» Н. Ворожбита —

### Фильмография
- 2002 — Закон — Люба Орлова
- 2002 — Всё, что ты любишь — Леночка, баскетболистка
- 2002 — Каменская 2 (фильм № 3 «Мужские игры») — Анна Лазарева
- 2002 — Порода — Ольга, дочь Степана Ивановича
- 2003 — Вокзал (Беларусь, Россия) — Ляля
- 2003 — Марш Турецкого. Новое назначение (фильм № 5 «Пуля для полпреда») — «Масяня»
- 2003 — Лучший город Земли — Милка
- 2003 — Моя родня (серия № 13 «Генерал Дездемона») — Дездемона
- 2003 — Прощание в июне — староста курса
- 2004 — Бальзаковский возраст, или Все мужики сво… (серия № 9 «Торжество справедливости») — врач-гинеколог
- 2004 — Женщины в игре без правил (Беларусь, Россия) — Варя
- 2004 — Команда (Беларусь, Россия) — эпизод
- 2004 — Красная капелла / Sarkanā Kapela (Латвия, Россия) — Марта, немка, приставленная наблюдать за Элен Сорель
- 2004 — Папа — Ариша, медсестра в санитарном поезде
- 2004 — Русское — медсестра в «Сабурке»
- 2004 — Четыре таксиста и собака — Зина, притравщица
- 2005 — Дети Ванюхина — Анна, секретарша
- 2005 — Подкидной — Зина
- 2005 — Таксистка 2 — Анжела
- 2005 — Херувим — Оксана
- 2006 — Большая любовь — Наталья, милиционер
- 2006 — Ваша честь — Инга Ухова, секретарь суда
- 2006 — Девять жизней Нестора Махно — Маруся Никифорова
- 2006 — Живой — Рита Сёмина
- 2006 — Охота на пиранью — Нина, жена паромщика
- 2006 — Парк советского периода — библиотекарша
- 2006 — Точка — Аня, проститутка
- 2007 — Мымра — Катя
- 2007 — Супермаркет — Жанна
- 2007 — Шутка — Варвара
- 2007 — Ярик — медсестра-милиционер
- 2008 — Свадьба — Лида, невеста Глеба
- 2008 — Колдовская любовь — Надежда, жена Вениамина, любовница Дмитрия
- 2008 — Если нам судьба — Валя, жена Сёмина
- 2008 — Разлучница (Россия, Украина) — Галина
- 2009 — Братья Карамазовы — девка в Мокром
- 2009 — Детективное агентство «Иван да Марья» (фильм № 2 «Дело о призраке») — Соня
- 2009 — Колдовская любовь 2. Легенды колдовской любви — Надежда, жена Вениамина, любовница Дмитрия
- 2009 — Малахольная — Ксюша, подруга Нади
- 2009 — Миннесота — Светлана, любовница хоккеиста Михаила Будника
- 2009 — Непридуманное убийство — Нинон, подруга Наташи
- 2009 — Приказано уничтожить! Операция: «Китайская шкатулка» —  Дарья Мироновна Дорина
- 2009 — Суд (Ваша честь 2) — Инга Ухова, секретарь суда
- 2009 — Черчилль (фильм № 9 «Смертельная роль») — Мария (Маша) Дмитриевна Козакова
- 2009 — Чудо — Галя
- 2010 — Александра — Аня, коллега и подруга Саши
- 2010 — Анжелика — Ульяна, дочь Матвея
- 2010 — Богатая Маша — Катя, подруга Лизы
- 2010 — Когда зацветёт багульник — Настя, подруга Анны Седовой
- 2010 — Край — Матильда
- 2010 — На крючке! — Маша Прошкина, подруга и коллега Маргариты Нечаевой
- 2010 — Последняя встреча — Людмила Цаплюк
- 2010 — Телохранитель 3 (фильм № 3 «Жизнь за сто миллионов») — Лиля Клепикова
- 2010 — Тихий омут — Юлия
- 2010 — Я тебя никому не отдам (Россия, Украина) — Галя, торговка на рынке, подруга Риты
- 2011 — Воробушек — Алина, соседка
- 2011 — Фурцева — Рая Антонова, лётчик-курсант, звеньевая
- 2011 — Чёрные волки — Клеопатра (Клёпа), певичка в пивной
- 2012 — Жить — мать Артёма
- 2012 — Настоящая любовь — Марго, подруга Елены
- 2012 — Четверг, 12-е — Валерия, подруга Юлии
- 2012 — Петрович — Галина Петровна Рогова («Петрович»), бригадир на местном тарном заводе
- 2013 — Географ глобус пропил — Вета, давняя подруга учителя географии Виктора Служкина
- 2013 — Идеальный брак — Татьяна, виолончелистка, подруга Натальи
- 2013 — Крик совы — Людмила Борисовна Вараксина, парикмахер
- 2013 — Семейные обстоятельства — Надя
- 2013 — Обнимая небо — Вера Леонтьевна Хворостова, жена командира полка Михаила Хворостова
- 2014 — Инквизитор — Клавдия Савельевна Махина, диспетчер в пекарне, рецидивистка
- 2014 — Уйти, чтобы вернуться — Галина, новая няня
- 2014 — Форт Росс. В поисках приключений — сотрудница службы коррекции времени
- 2014 — Левиафан — Анжела Ивановна Поливанова, подруга семьи Сергеевых, жена Павла, мать Вити
- 2014 — Переводчик — Тамара Черных, соседка Стариковых, жена Семёна
- 2014 — Когда его совсем не ждёшь — Галина Леонидовна Даниленко, мать Ксении
- 2014 — Московская борзая — Дарья Михайловна, учитель литературы, классный руководитель Егора
- 2014 — Идеальная пара — Зоя Попова, спортсменка с мужским характером
- 2015 — Мама по контракту — Анжелика Звонова, проводник в поезде, мать четверых детей
- 2015 — Склифосовский 4 — Лада Ермилова, медсестра
- 2015 — Обратная сторона Луны 2 — Вера Бирюкова, артистка
- 2015 — Чужая милая — Ольга, парикмахер, подруга Натальи
- 2015 — Клинч — активистка
- 2016 — Бородач — Ирина Скоробейникова, стриптизёрша, возлюбленная Александра Бородача
- 2016 — Правила Аквастопа
- 2016 — В кейптаунском порту — режиссёр
- 2016 — Петербург. Только по любви (новелла «Просто концерт») — Оля
- 2017—2025 — Ивановы-Ивановы — Лидия Семёновна Иванова, жена Алексея Викторовича Иванова
- 2017 — А у нас во дворе... — Олеся, проводник поезда, сожительница бывшего следователя по особо важным делам Владимира Сергеевича Калёного
- 2017 — Мама Лора — Нина Васильевна Звонкова
- 2017 — Везучий случай! — Оксана, врач-травматолог
- 2017 — Жги! — Вера Сергеевна, надзиратель в женской исправительной колонии в городе Апрельске, подруга Алевтины Петровны Романовой («Ромашки»)
- 2018 — Домашний арест — Нина Александровна Самсонова, медсестра, жена Ивана, мать Славика и Юли
- 2018 — Грецкий орешек — Таня
- 2019 — Трудные подростки — Галина Михайловна, домработница в доме бывшего капитана футбольного клуба «Старт» Антона Ковалёва
- 2019 — Куда течёт море (новелла № 3 «Кактус»)
- 2019 — Входя в дом, оглянись — Зоя
- 2019 — Тварь — Татьяна Макарова, соседка Беловых
- 2019 — Покорми кота, или Как я полюбил и перестал бояться Дональда Трампа (короткометражный фильм) —
- 2019 — А у нас во дворе… 2 — Олеся, проводник поезда, сожительница бывшего следователя по особо важным делам Владимира Сергеевича Калёного
- 2019 — Портрет мамы
- 2020 — Корни — Ангелина
- 2020 — Цыплёнок жареный — Петрова
- 2020 — БУМЕРанг — Катя
- 2020 — Стрельцов — уборщица в ЗАГСе
- 2020 — Родовая схватка
- 2020 — Спасите Колю!
- 2020 — Зоя — Аграфена Смирнова
- 2020 — Земля Эльзы — Ольга
- 2021

 — Небесная команда — Наташа «Барселона»
- 2021 — Белый снег — Галина, мать Елены Вяльбе
- 2021 — Родные — Ольга Савостина, школьная любовь Павла Карнаухова
- 2021 — Клиника счастья — Светка-Венесуэла
- 2021 — Лена и справедливость — Лена, продавщица
- 2022 — Капельник — Ольга
- 2022 — Календарь ма(й)я — Клара Борисовна
- 2023 — Бешенство — Оля Савченко
- 2023 — Первокурсницы — Настя
- 2023 — Тёща — Света, подруга Ольги Николаевны
- 2024 — Престиж — Ольга, няня Вани
- 2024 — Императрицы — Анна Ивановна
- 2024 — Летучий корабль — Соловей-разбойник
- 2024 — Юг — проводница
- 2024 — Битва пап — Аглая
- 2024 — Плевако — Прасковья Ильинична Медынцева

### Участие в телевизионных проектах
- 2018 — «Вечерний Ургант» — гость[11]
- 2018 — «Кино в деталях» — гость[12]
- 2019 — «Вечерний Ургант» — гость[13]
- 2020 — «Судьба человека» с Борисом Корчевниковым — гость[4]
- 2020 — «Детский КВН» — член жюри (выпуск от 24 июня 2020 года)
- 2021 — «Кино в деталях» — гость[14]
- 2021 — «Мой герой» — гость[15]

## Награды и номинации
- 2006 — лауреат премии Silver Hugo на Международном кинофестивале в Чикаго за лучшую женскую роль (совместно с Викторией Исаковой и Дарьей Мороз) — за роль Ани в фильме «Точка» режиссёра Юрия Мороза.
- 2015 — номинация на премию «Ника» за лучшую женскую роль второго плана — за роль Анжелы Поливановой в фильме «Левиафан»[16].
- 2018 — лауреат российской национальной телевизионной премии «ТЭФИ» в номинации «Лучшая актриса телевизионного сериала/фильма» — за роль Лидии Семёновны в комедийном сериале «Ивановы-Ивановы» телеканала «СТС»[1][2][3].